# Druty dziewiarskie

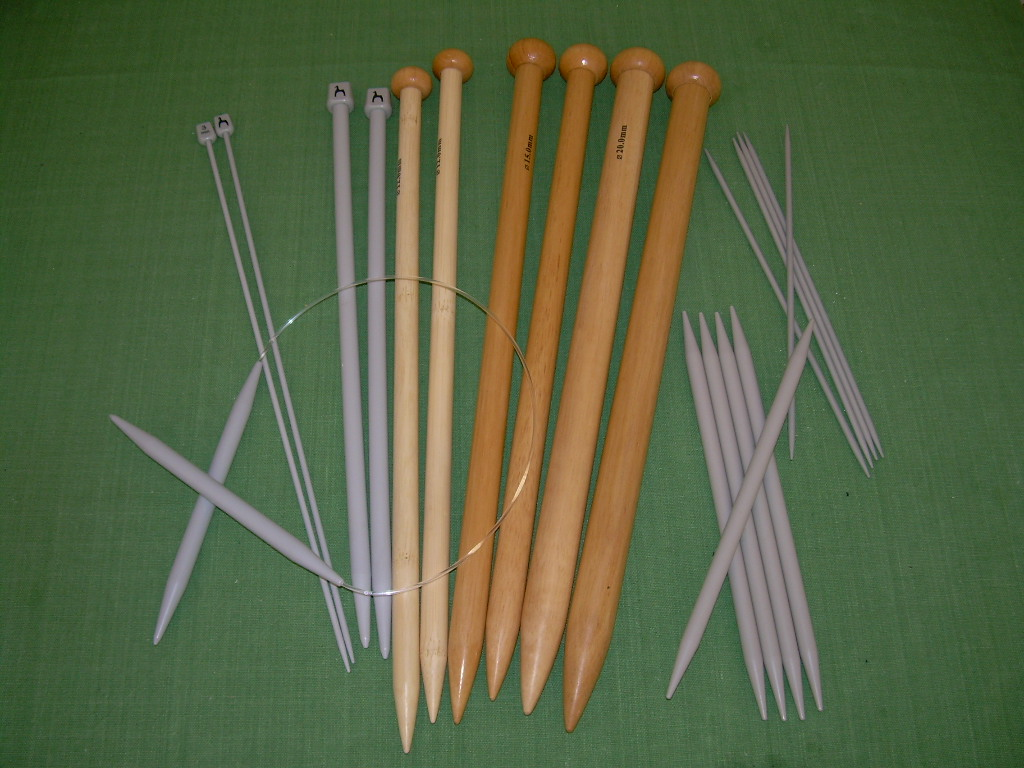
Różne rodzaje drutów dziewiarskich

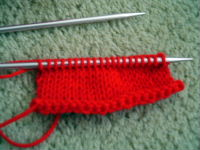
Rozpoczęta praca na drutach

Druty dziewiarskie – narzędzia ręczne wykorzystywane w dziewiarstwie do tworzenia dzianin poprzez ręczne splatanie nici lub włóczki. Mają postać prostych lub połączonych ze sobą prętów o przekroju cylindrycznym, przypominających długie igły (tzw. iglice). Druty dziewiarskie stosowane są do wykonywania różnorodnych wyrobów tekstylnych, umożliwiając tworzenie zróżnicowanych wzorów, faktur i struktur dzianiny. Występują w różnych rozmiarach i materiałach, w tym metalu, plastiku i bambusie, co pozwala na ich dostosowanie do rodzaju przędzy oraz zamierzonego efektu estetycznego i technicznego.

## Nazwy
Nazwa pochodzi od kształtu dawnych drutów dziewiarskich, które przypominały długie, proste pręty lub wydłużone igły, pozbawione oczka do przewlekania nici. Odniesienie do kształtu igieł znajduje potwierdzenie w innej polskiej nazwie drutów dziewiarskich – iglice, choć ta zazwyczaj dotyczyła bardzo cienkich, nieco krótszych kompletów drutów używanych do wyrobu delikatnej odzieży, np. pończoch czy rękawiczek. „Atlas języka i kultury językowej Wielkopolski” (wyd. 1991 r.) podaje pochodzenie słowa drut od niemieckiego wyrazu draht.
Inne polskie nazwy drutów dziewiarskich:
- druty pończosznicze (nazwa staropolska)[3],
- druty trykotarskie (nazwa używana do lat 60./70.)[6],
- drenty (Kresy)[7],
- dręty (Kresy, Pomorze)[7],
- drętki (Kresy)[7],
- druty (w skrócie)[7][8][9],
- droty (zapisy historyczne)[10],
- dróty (nazwa staropolska)[11],
- gliczki (Wielkopolska)[12][4],
- iglice (Galicja[13], Księstwo Krakowskie[13], Pomorze, Wielkopolska)[8][12],
- igliczki (Wielkopolska)[12][4],
- jeglice, jeglicki (Wielkopolska)[4],
- jegliczki (Śląsk)[14],
- jegły (Śląsk)[15],
- miedzianki (Warmia)[16],
- prądki (Dziennik Ustaw 1920 r.)[17],
- prątki (Kresy, Wielkopolska)[7][12][18],
- pręciki (Wielkopolska)[4],
- prontki (Kresy)[7],
- spice (Kaszuby)[19],
- spicy (kresy)[7],
- spionki (Pomorze)[8],
- spsicki (Warmia)[16],
- śpiczki, śpilki (Wielkopolska)[12][4],
- śpionki (Podlasie)[20].

## Historia
Badania archeologiczne wskazują na podobieństwo techniki dziania ręcznego do starszego ściegu igłowego (z norw. nålbinding – „wiązanie igłą”), który tworzy się przez zaplatanie nici za pomocą pojedynczej, długiej igły. Z czasem zaczęto wspomagać się drugą igłą, co ostatecznie doprowadzić mogło do powstania i rozwoju dziewiarstwa ręcznego.
Pierwsze druty dziewiarskie, podobnie jak igły, wykonane były z kości, rogów lub drewna.

## Polska
Najstarsze wzmianki o imporcie drutów pończoszniczych na tereny obecnie leżące w granicach Polski pochodzą z XVII wieku. Docierały one przez porty morskie w Elblągu i Gdańsku. Przykładowo w 1634 r. do Gdańska przybyły drogą morską druty pończosznicze o wartości 300 florenów. W roku 1827 w Kaliszu powstała Wytwórnia Szpilek Józefa Flatto i Karola Gerlacha, która produkowała także igły i druty do pończoch. W latach powojennych druty produkowane były w Dolnośląskiej Fabryce Szpilek i Drutów Trykotarskich w Świdnicy.
Obecnie wszystkie sprzedawane w Polsce druty pochodzą z importu.

## Budowa i rodzaje

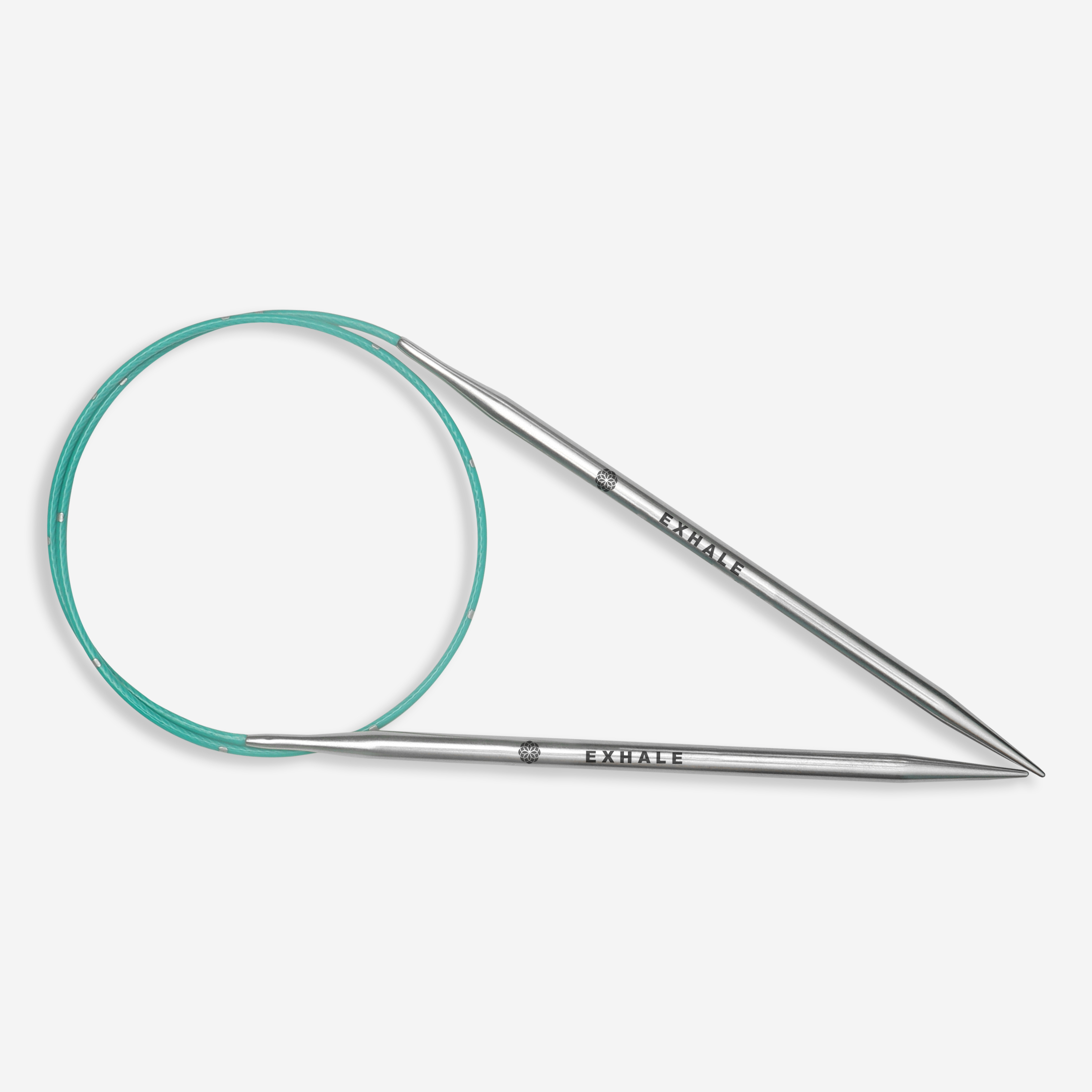
Druty z żyłką

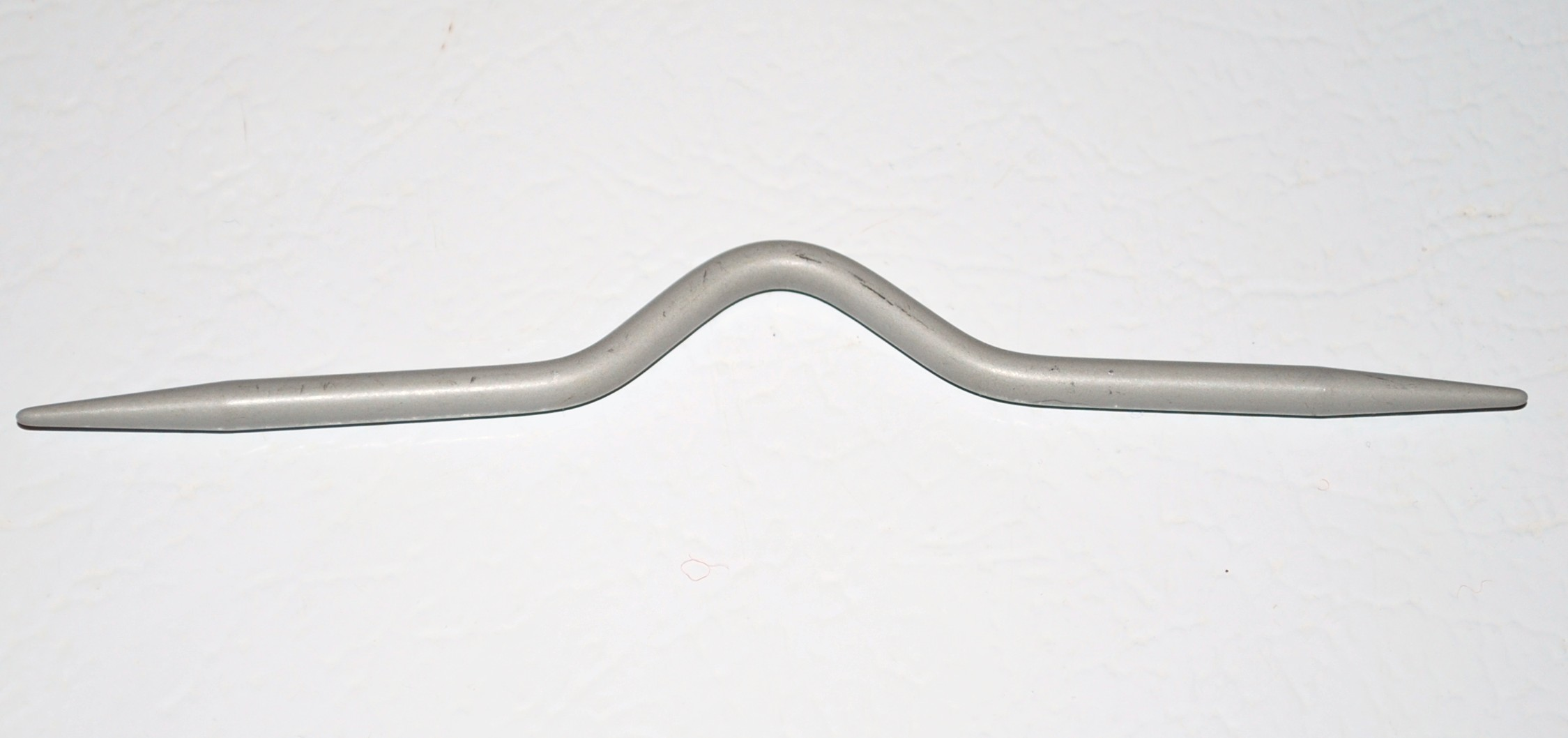
Drut pomocniczy do ściegów warkoczowych

Wyróżnia się kilka rodzajów drutów dziewiarskich:
- druty proste – długie[9], używane dawniej do wykonywania wyrobów płaskich[2].
- druty z żyłką – z zamontowaną stałą lub wymienną żyłką, na którą zsuwa się wykonane oczka[2],
- druty pończosznicze – komplet stanowi zazwyczaj 5 krótkich drutów zakończonych z obu końców szpicami
- druty pomocnicze – używane np. w ściegach warkoczowych.

Druty dziewiarskie proste mają zazwyczaj długi odcinek roboczy i są na końcu zaostrzone. Z drugiej strony zakończone są blokadą, która ma zapobiegać spadaniu oczek z drutu. Ostre końce służą do tworzenia nowych oczek i przerabiania ich, w wyniku czego powstaje dzianina.
Druty z żyłką (okrągłe) i pończosznicze służą do tworzenia wyrobów na okrągło, bez konieczności zszywania dzianiny. Współcześnie używa się ich również do dzianin płaskich, ponieważ są lżejsze i wygodniejsze, niż długie i proste druty.
Druty wykonywane są dziś głównie ze stali, aluminium, plastiku, drewna, szkła, kazeiny i karbonu. Dawniej występowały druty z kości, rogów, lub wystrugane z gałęzi twardych drzew.
Obecnie w sprzedaży wyróżnia się:
- druty z pojedynczym ostrzem (ang. single-pointed needles)
- druty z wymienną żyłką (ang. flexi single-pointed needles)
- druty dwustronne (ang. double-pointed needles)
- druty okrągłe (ang. circular needles)

## Rozmiary drutów dziewiarskich
Rozmiar igły jest opisany najpierw jej średnicą, a po drugie jej długością.
Powszechnie w handlu dostępne są druty od rozmiaru 1,5 do 10 mm, o długości ok. 10–20 cm. Druty z żyłką mogą mieć długość od 10–150 cm.

## Technika używania
Rozpoczynając pracę na drutach narzuca się na nie określoną w projekcie ilość oczek (pętelek). Podstawowe oczka przerabiane są na drutach w prawą (oczka prawe) lub lewą stronę (oczka lewe).
Podstawowe sploty to ścieg gładki prawy i lewy, ściągacz, warkocze, ażury.
Do wykonywania dzianin na drutach służą nie tylko tradycyjne włóczki z bawełny, wełny, akrylu czy innych włókien, ale także sznurki, tasiemki i inne nietypowe materiały.

## Druty dziewiarskie w literaturze polskiej

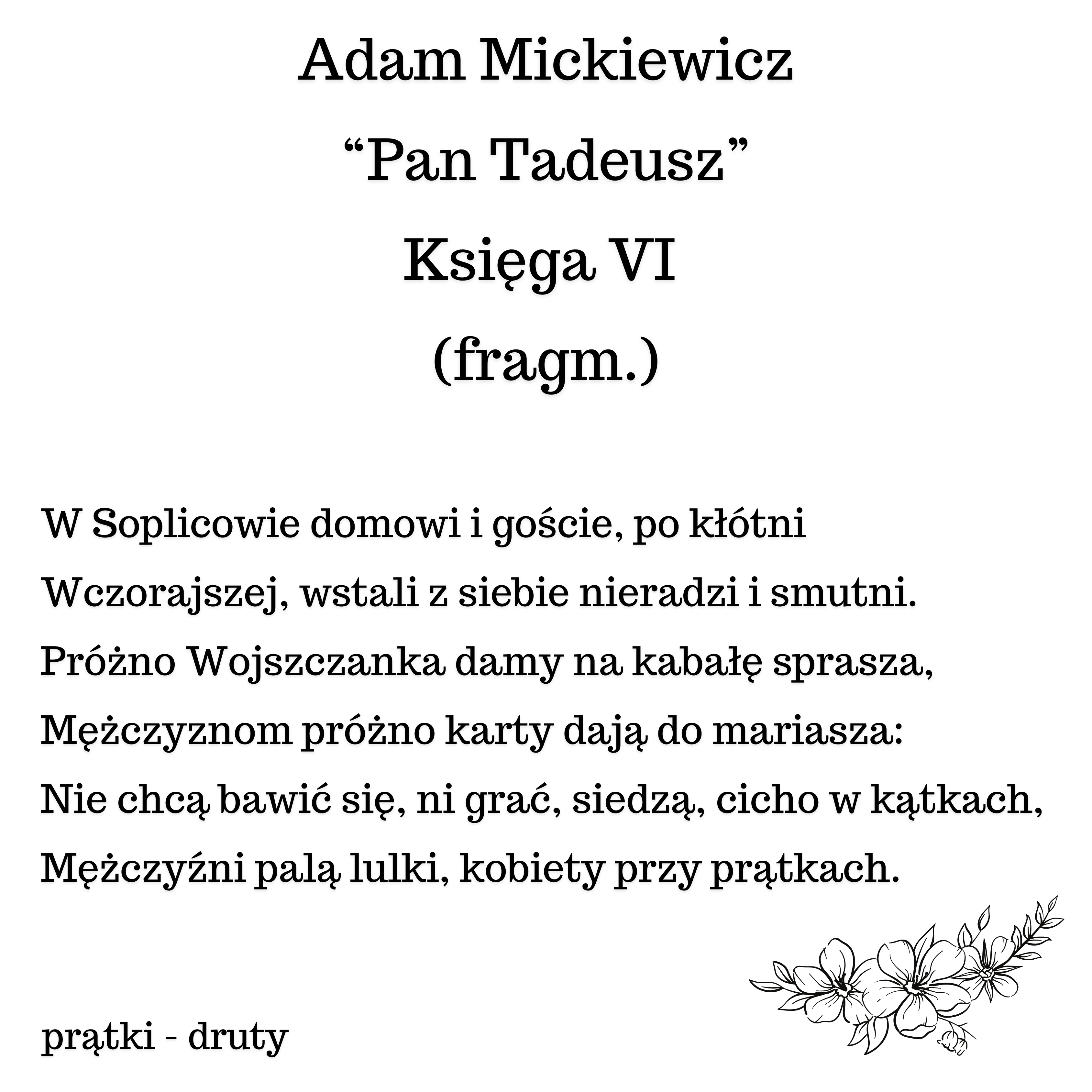
Adam Mickiewicz „Pan Tadeusz”, Księga VI (fragment)

- 1898 r. – Adam Mickiewicz – Pan Tadeusz[18]
- 1839 r. – Gabriela Puzynina Gunter – Trykota
- 1885 r. – Julian Ursyn Niemcewicz – Jest nas siedmioro – Bajki Oryginalne (tłumaczenia)
- 1958 r. – Jan Brzechwa – Ciotka Danuta – w zbiorze Bajki dla dzieci